# Chrystus i św. Menas (ikona)
Chrystus i św. Menas, także Ikona Przyjaźni – koptyjska ikona z VI-VII w. pochodząca z klasztoru w Bawit (Bauein) w Środkowym Egipcie, znajdująca się w kolekcji Luwru.
Kopia ikony znajduje się w Kościele Pojednania w Taizé.

## Historia
Autorem ikony jest nieznany artysta chrześcijański działający w VI lub VII w. Obraz został odnaleziony podczas wykopalisk prowadzonych przez francuskiego archeologa Jeana Clédata w 1900. W dzienniku archeologa brak jednak opisu dokładnego miejsca odnalezienia ikony. Ikona uznawana jest za najstarszy znany artefakt sztuki koptyjskiej.

## Opis ikony
Starożytny artysta przedstawił dwie postacie: Chrystusa, łatwo rozpoznawalnego po nimbie z krzyżem i księdze Ewangelii w dłoni, oraz św. Menasa, opata trzymającego zwój, najprawdopodobniej z tekstem reguły swego monasteru. Chrystus trzyma dłoń na ramieniu opata w geście przyjaźni, stąd inna nazwa wizerunku – Ikona Przyjaźni. Według innej interpretacji gest ten oznacza protekcję. Prawą ręką Menas wskazuje na Chrystusa, który jest jego oparciem lub błogosławi kontemplujących ikonę. Treść ikony może być odwołaniem do słów Chrystusa z Ewangelii Jana: „Już was nie nazywam sługami, bo sługa nie wie, co czyni jego pan, ale nazwałem was przyjaciółmi”.
Postacie stoją w pozycji frontalnej. Tłem dla nich są wzgórza i niebo w kolorze zachodzącego słońca. Obok Chrystusa znajduje się koptyjski napis – Zbawiciel (ΨΟΤΕΡ). Postać przyjaciela również posiada opis – „Ojciec Menas, opiekun” (ΑΠΑ ΜΗΝΑ ΠΡΟΕΙCΤΟC). 
Ikona zachowana jest w dobrym stanie. Drewno użyte przez artystę to sykomora.